# Ingeborg Fraser
Ingeborg „Ing“ Fraser (* 1928 in Baden-Württemberg, Deutsches Reich als Ingeborg Häussler; † 15. November 1957 in Brisbane) war eine australische Turnerin.

## Karriere
Ingeborg Fraser wurde in Baden-Württemberg geboren. Ihr Vater und ihre beiden älteren Brüder verschwanden während des Zweiten Weltkriegs, als sowjetische Truppen einmarschierten. Sie wurden nie wieder gesehen. Nach dem Krieg ging sie drei Wochen lang zu Fuß nach Berlin, befand sich jedoch dort in der von der Sowjetunion kontrollierten Zone. Sie floh in den britischen Sektor und ernährte sich drei Wochen lang von allem, was sie auftreiben konnte, bis sie an Unterernährung erkrankte und in ein Krankenhaus des britischen Roten Kreuzes eingeliefert wurde. Als sie zur Vertriebenen erklärt worden war, beantragte sie die Auswanderung in die USA. Dies wurde ihr jedoch verwehrt und so siedelte sie 1948 nach Australien um.
Nach ihrer Ankunft in Brisbane nahm sie eine Stelle als Töpferin an und trainierte in einer örtlichen Gymnastikgruppe. Bei einem Auftritt der Brisbane Royal National Show entdeckte sie der ungarische Trainer Frank Vig und sie wurde bald Teil des Nationalkaders Australiens, der anlässlich der Olympischen Sommerspiele 1956 in Melbourne gegründet worden war.
1955 heiratete sie den Bergbauingenieur Bob Fraser und wurde im Juli 1956 australische Staatsbürgerin. Ende des Jahres folgte dann die Teilnahme an den Olympischen Spielen in Melbourne. Anschließend zog sie mit ihrem Mann nach Mount Isa im Bundesstaat Queensland. Ehe circa ein jahr später bei ihr Leukämie im fortgeschrittenen Stadium diagnostiziert wurde. Sie starb kurz darauf.